# Jennie Kim
Jennie Kim (korejsky: 김제니 * 16. ledna 1996 Kangnam-gu), také známá mononymně jako Jennie, je jihokorejská zpěvačka, autorka písní, rapperka, herečka, a od roku 2016 členka korejské dívčí hudební skupiny Blackpink pod vydavatelstvím YG Entertainment. Svůj herecký debut absolvovala pod uměleckým jménem Jennie Ruby Jane v televizním seriálu HBO The Idol z roku 2023.
V listopadu 2018 vydala Jennie svůj debutový singl „Solo“, který se umístil na vrcholu jihokorejského žebříčku Circle Digital Chart a amerického žebříčku Billboard World Digital Songs. Hudební video k písni „Solo“ bylo prvním videoklipem od korejské sólistky, které na YouTube překonalo miliardu zhlédnutí.

## Život a kariéra

### 1996–2011: Mládí
Jennie Kim se narodila 16. ledna 1996 jako jedináček. Původně se uvádělo, že se narodila v Čongdam-dongu, v Kangnam-gu v Soulu, ale později prozradila, že se ve skutečnosti narodila v Bundangu v Songnamu. Jennie zpočátku navštěvovala základní školu Cheongdam, než se přestěhovala na Nový Zéland. Když jí bylo osm let, vyrazila s rodinou na výlet do Austrálie a poté na Nový Zéland, kde se s rodinou usadila. O rok později začala studovat na základní škole Waikowhai v Aucklandu. Po dokončení střední školy se zapsala na střední školu ACG Parnell. 
Jennie poprvé slyšela o K-popu na Novém Zélandu a zejména se zajímala o hudbu od vydavatelství YG Entertainment. Její matka plánovala, že ji ve 14 letech přestěhuje na Floridu do Spojených států, aby tam pokračovala ve studiu a stala se právničkou nebo učitelkou. Jennie se tato myšlenka nelíbila, a obávala se že si nenajde práci jež by jí bavila. Rodina její rozhodnutí podpořila a v roce 2010 se přestěhovala zpět do Jižní Koreje, kde studovala na střední škole Cheongdam. Ve stejném roce se úspěšně zúčastnila konkurzu pro YG Entertainment s písní „Take a Bow“ od Rihanny.
Původně se měla stát vokalistkou, ale společnost věřila, že by se měla zhostit role rapperky, protože většina písní, které nahrála, obsahovala rap a také protože mimo korejštinu, svůj rodný jazyk, plynně mluvila anglicky. Dále Jennie ovládá také základy japonštiny a naučila se francouzsky.

### 2012–2015: Před-debutové aktivity
10. dubna 2012 byla Jennie představena prostřednictvím fotografie s popisem „Kdo je ta dívka?“ na oficiálním blogu YG Entertainment. Tato fotografie se brzy stala virální pod názvem „Záhadná dívka“. 30. srpna zveřejnila společnost YG Entertainment video na YouTube s názvem „YG Trainee - Jennie Kim“, ve kterém nazpívala coververzi písně „Strange Clouds“ od B.o.B s Lil Waynem. 1. září se Jennie poprvé veřejně objevila v hudebním videoklipu G-Dragona „That XX“ z jeho EP One of a Kind.
V březnu 2013 se Jennie podílela na skladbě „Special“ zpěvačky Lee Hi z jejího debutového alba First Love. V srpnu se Jennie objevila v Seungriho B-side tracku „GG Be“ z jeho rozšířené hry Let's Talk About Love. V září se objevila ve skladbě „Black“ od G-Dragona z jeho alba Coup d'Etat. 8. září se poprvé objevila na pódiu po boku G-Dragona v pořadu Inkigajo na SBS. 

### 2016: debut s Blackpink
1. června 2016 byla Jennie odhalena jako první členka nejnovější dívčí skupiny YG Entertainment, první za sedm let od 2NE1. 8. srpna 2016 debutovala jako členka skupiny Blackpink po boku Jisoo, Rosé a Lisy vydáním EP Square One.

### 2017–2021: stoupající popularita a sólový debut
Jennie se společně s další členkou Blackpink Jisoo objevila v pořadu Running Man v červenci 2018. Video Jennie z pořadu, kde pláče, se v Jižní Koreji stalo virálním a získalo celkem přes tři miliony zhlédnutí na různých platformách, VOD a sociálních sítích. Kvůli tomuto byla Jennie do pořadu znovu pozvána.
12. listopadu 2018 debutovala v rámci své skupiny jako první členka sólově, s autenticky nazvanou písní „Solo“. 1. října bylo potvrzeno, že se Jennie připojí jako členka obsazení nového pořadu stanice SBS Village Survival, the Eight, což bylo její první stálé obsazení v televizním seriálu.
V polovině října 2018 bylo oznámeno, že Jennie bude oficiálně debutovat jako sólistka. Po sérii upoutávek bylo odhaleno, že vydá singlové album s názvem Solo s vedoucím singlem stejného názvu. Později bylo rozhodnuto, že singl „Solo“ bude nejprve odhalen během turné Blackpink In Your Area v Soulu 10. listopadu a vyjde o dva dny později. Na podporu singlu nahrála společnost YG Entertainment na YouTube sérii videí nazvanou Jennie – 'Solo' Diary, kde Jennie sdílela ukázky své práce na albu.
Po vydání debutovala píseň „Solo“ na prvním místě v hudebním žebříčku Gaon. Skladba „Solo“ získala od KMCA platinovou certifikaci a také získala cenu píseň roku na osmém udílení cen Gaon Chart Music Awards. V zámoří se singl „Solo“ umístil na vrcholu žebříčku Billboard World Digital Songs. V době vydání se hudební video k písni „Solo“ stalo nejsledovanějším videoklipem od korejské sólové umělkyně na YouTube během 24 hodin.
Ve dnech 12. a 19. dubna 2019 se Jennie stala první korejskou sólovou umělkyní, která vystoupila na hudebním a uměleckém festivalu Coachella, kde během vystoupení Blackpink na festivalu předvedla skladbu „Solo“. Její vystoupení časopis Billboard zařadil do seznamu „10 nejlepších věcí, které jsme viděli na Coachella 2019“, který jej označil za „ohromující“ a „úžasné“ pro fanoušky i náhodné diváky.
Jennie je spoluautorkou písně „Lovesick Girls“ od Blackpink, která vyšla 2. října 2020 jako třetí singl z jejich prvního studiového alba The Album. 31. ledna 2021 Jennie předvedla přepracovanou verzi skladby „Solo“ během živého koncertu Blackpink s názvem The Show. Tato verze zahrnovala novou rapovou sloku napsanou samotnou Jennie.

### 2022–2023: Herecký debut a nezávislá nahrávající společnost
V lednu 2022 se Jennie objevila ve videoklipu k písni „Shinigami Eyes“ od kanadské zpěvačky Grimes.
Během turné Born Pink World Tour, které začalo v říjnu 2022, Jennie debutovala s novou sólovou píseň s názvem „You & Me“. Remixovanou verzi písně s novou rapovou slokou zazpívala na festivalu Coachella v dubnu 2023.
V roce 2023 Jennie debutovala pod uměleckým jménem Jennie Ruby Jane v televizním seriálu stanice HBO The Idol, který vytvořil a v němž hrál kanadský zpěvák The Weeknd. Seriálu se dostalo vysoce negativní kritiky a po první sérii byl zrušen, avšak role, jenž Jennie hraje, se setkala s chválou. Jennie naznačila spolupráci s The Weekndem na soundtracku k The Idol. Píseň „One of the Girls“ na které spolupracovali The Weeknd, Jennie a Lily-Rose Depp byla vydána 23. června.
22. listopadu 2023 byla Jennie králem Karlem III. jmenována členkou Řádu britského impéria po boku ostatních členek Blackpink,  během zvláštní investitury v Buckinghamském paláci, které se zúčastnil i tehdejší prezident Jižní Koreje Jun Sok-Jol.
Píseň „One of the Girls“ získala virální popularitu na platformě pro sdílení videí TikTok, z velké části díky fanouškům Jennie, kteří podpořili její část písně. V důsledku toho byla píseň 8. prosince vydána k digitálnímu stažení a streamování jako oficiální singl. Píseň se umístila na žebříčku Billboard Hot 100 a získala přes 1 miliardy streamů na Spotify. Jennie se díky „One of the Girls“ stala první korejskou sólovou umělkyní, která získala platinovou certifikaci od Recording Industry Association of America. Ve Spojeném království se píseň umístila na 21. místě na žebříčku UK Singles Chart.
6. prosince společnost YG Entertainment oznámila, že Jennie spolu s ostatními členkami Blackpink obnovily své smlouvy na skupinové aktivity a že individuální smlouvy členů jsou stále předmětem diskusí. 24. prosince Jennie oznámila, že v listopadu 2023 založila vlastní nahrávací společnost s názvem Odd Atelier. Společnost YG Entertainment 29. prosince potvrdila, že Jennie a ostatní členky Blackpink se rozhodly smlouvy na individuální aktivity neobnovit.

## Diskografie

### Studiová alba
| Název | Datum vydání   | Vydavatel                     | Prodeje                    | Certifikace        | Reference |
| ----- | -------------- | ----------------------------- | -------------------------- | ------------------ | --------- |
| Ruby  | 7. března 2025 | Odd Atelier, Columbia Records | • 696 374 (v Jižní Koreji) | KMCA: 2× platinová | [ 45 ]    |

### Singly
- 2018 - "Solo"
- 2023– “You & Me“
- 2023 - “You & Me (Coachella ver.)”
- 2024 - "Mantra"
- 2025 - “Love Hangover (feat. Dominic Fike)”
- 2025 - “ExtraL (feat. Doechii)”
- 2025 - "Zen"
- 2025 - "handlebars (feat. Dua Lipa)"
- 2025 - "twin"
- 2025 - "starlight"
- 2025 - "like Jennie"
- 2025 - "star a war"
- 2025 - "filter"
- 2025 - "seoul city"
- 2025 - "F.T.S."
- 2025 - "damn right (faet.  Childish Gambino & Kali Uchis)
- 2025 - "with the IE (way up)"
- 2025 - "into:JANE (JENNIE & FKJ)
- 2023 - "one of the girls (the weekend with JENNIE & Lila-rose)"
- 2024 - "spot! (Zico & JENNIE)"

## Filmografie
| Rok  | Název                       | Síť    | Role            | Reference |
| ---- | --------------------------- | ------ | --------------- | --------- |
| 2018 | Village Survival, the Eight | SBS TV | Členka obsazení | [ 20 ]    |
| 2023 | The Idol                    | HBO    | Dyanne          | [ 46 ]    |
| 2024 | Apartment 404               | tVN    | Členka obsazení | [ 47 ]    |